# Список делегатов VII Всероссийской и Петроградской конференций РСДРП(б)
14—22 апреля (27 апреля — 5 мая) 1917 года состоялась Петроградская общегородская конференция РСДРП(б), 24—29 апреля (7—12 мая) 1917 года там же прошла Седьмая (Апрельская) Всероссийская конференция РСДРП(б). На коференции были представлены 78 организаций партии общей численностью до 80 тысяч членов. В протоколах VII партконференции отсутствуют материалы мандатной комиссии. Список составлен Институтом Марксизма-ленинизма для издания 1958 года на основе сведений, представленных филиалами института и местными партийными архивами, лданных из партийной периодической печати РСДРП (б) за 1917 г., и воспоминаний участников, опубликованных  в 1926—1927 годах. В списке не выделены участники, имевшие совещательный голос, или те, кто присутствовал на конференции в качестве гостей. Знаком * (звёздочка) помечены члены партии, о которых есть достоверные сведения об избрании их делегатами, но нет чёткого подтверждения присутствия на съезде.
| №  | Фамилия, И. О.                 | от организации                                                | №   | Фамилия, И. О.           | от организации                                               |
| -- | ------------------------------ | ------------------------------------------------------------- | --- | ------------------------ | ------------------------------------------------------------ |
| 1  | Айзупиет П. А.                 | Ревельская                                                    | 77  | Магидов Б. И.            | Петроградская (2-й Городской район)                          |
| 2  | Алекса-Ангаретис З.            | Петроградская (Литовский район)                               | 78  | Майоров М. М.            | Киевская                                                     |
| 3  | Александров (Ветлин) П. К.     | Тверская                                                      | 79  | Максимов К. Г.           | Московская городская                                         |
| 4  | Алексеев П. А.                 | Саратовская                                                   | 80  | Матрозов И. И.           | Московская окружная                                          |
| 5  | Ангарский Н. С.                | Московская городская                                          | 81  | Махарадзе Ф. И.          | Тифлисская                                                   |
| 6  | Андреев А. А.                  | Петроградская (2-й Городской район)                           | 82  | Медведев С. П.           | Сибирское бюро ЦК РСДРП(б)                                   |
| 7  | Антипов Н. К.                  | Гельсингфорсская                                              | 83  | Милютин В. П.            | Саратовская                                                  |
| 8  | Анцелович Н. М.                | Петроградская (Агитаторская коллегия Петроградского комитета) | 84  | Миритеев И. Н.           | Московская окружная                                          |
| 9  | Арманд И. Ф.                   |                                                               | 85  | Михайлов-Политикус Л. М. | Петроградская                                                |
| 10 | Багдатьев С. Я.                | Петроградская (Петроградский район)                           | 86  | Могилёвский С. Г.*       | Минская                                                      |
| 11 | Белобородов А. Г.              | Лысьвенская                                                   | 87  | Молотов В. М.            | Петроградская (Выборгский район)                             |
| 12 | Белоруссов С. С.               | Московская городская                                          | 88  | Мрачковский С. В.        | Верхне-Туринская                                             |
| 13 | Боголепов Д. П.                | Московская городская                                          | 89  | Муранов М. К.            | Харьковская                                                  |
| 14 | Бокий Г. И.                    | Петроградская                                                 | 90  | Наумов В. Н.             | Иваново-Вознесенская                                         |
| 15 | Бош Е. Б.                      | Киевская                                                      | 91  | Наумов И. К.             | Петроградская                                                |
| 16 | Брюханов Н. П.                 | Уфимская                                                      | 92  | Невский В. И.            | Военная организация при Петроградском комитете ЦК РСДРП(б)   |
| 17 | Бубнов А. С.                   | Иваново-Вознесенская                                          | 93  | Новов М. С.              | Архангельская                                                |
| 18 | Будзынский С. Я.               | Московская городская                                          | 94  | Ногин В. П.              | Московская окружная                                          |
| 19 | Бумажный (Ефимов) Е. И.        | Московская окружная                                           | 95  | Овсянников Н. Н.         | Московская окружная                                          |
| 20 | Бурый Ф. О.                    | Николаевская                                                  | 96  | Оппоков (Ломов) Г. И.    | Иваново-Вознесенская                                         |
| 21 | Бычков П. Я.                   | Миньярская                                                    | 97  | Опыхтин Н. М.            | Гусевская                                                    |
| 22 | Ваганян (Тер) В. А.            | Московская городская                                          | 98  | Орехов А. М.             | Московская городская                                         |
| 23 | Вакман Р. И.                   | Ревельская                                                    | 99  | Островская Н. И.         | Геленджикская                                                |
| 24 | Васильев А. Е.                 | Петроградская (Нарвский район)                                | 100 | Первушин*                | Кронштадтская                                                |
| 25 | Ведерников А. С.               | Московская окружная                                           | 101 | Петриковский С. И.       | Петроградская (Василеостровский район)                       |
| 26 | Викман П. М.                   | Кимрская                                                      | 102 | Писецкий                 | Витебская                                                    |
| 27 | Вилкс Я. К.                    | Видиенская (СДЛК)                                             | 103 | Плаксин К. И.*           | Саратовская                                                  |
| 28 | Волков И. Н.                   | Казанская                                                     | 104 | Подвойский Н. И.         | Военная организация при Петроградском комитете ЦК РСДРП(б)   |
| 29 | Ворошилов К. Е.                | Луганская                                                     | 105 | Попов В. С.              | Московская окружная                                          |
| 30 | Гаевский И. С.                 | Кременчугская                                                 | 106 | Правдин И. Г.            | Усть-Катавская                                               |
| 31 | Гельман А. А.                  | Рижская (СДЛК)                                                | 107 | Присягин И. В.           | Барнаульская                                                 |
| 32 | Герчиков И. В.                 | Русская секция Рижского комитета СДЛК                         | 108 | Пятаков Г. Л.            | Киевская                                                     |
| 33 | Гессен С. М.                   | Петроградская (Нарвский район)                                | 109 | Пятницкий И. А.          | Московская городская                                         |
| 34 | Глебов-Авилов Н. П.            | Петроградская                                                 | 110 | Рабчинский И. В.         | Ревельская                                                   |
| 35 | Голощёкин Ф. И.                | Петроградская                                                 | 111 | Равич С. Н.              |                                                              |
| 36 | Гопнер С. И.                   | Екатеринославская                                             | 112 | Раскольников Ф. Ф.       | Кронштадтская                                                |
| 37 | Горбачёв Е. Г.                 | Киевская                                                      | 113 | Рахья И. А.              | Петроградская                                                |
| 38 | Дзержинский Ф. Э.              | Московская городская                                          | 114 | Розмирович Е. Ф.         | Военная организация при Петроградском комитете ЦК РСДРП(б)   |
| 39 | Закс-Гладнев С. М.             | Партийное издательство «Прибой» (Петроград)                   | 115 | Розовский С. З.          | Петроградская                                                |
| 40 | Залежский В. Н.                | Петроградская                                                 | 116 | Рошаль С. Г.             | Кронштадтская                                                |
| 41 | Залуцкий П. А.                 | Петроградская                                                 | 117 | Рыков А. И.              | Московская городская                                         |
| 42 | Земит Ф. А.                    | Одесская                                                      | 118 | Савельев М. А.           |                                                              |
| 43 | Землячка (Самойлова) Р. С.     | Московская городская                                          | 119 | Самойлова К. Н.          | Петроградская                                                |
| 44 | Зиновьев Г. Е.                 | ЦК РСДРП(б)                                                   | 120 | Сахаров В. В.            | Московская городская                                         |
| 45 | Иванов А. Н.                   | Харьковская                                                   | 121 | Свердлов Я. М.           | Екатеринбургская                                             |
| 46 | Ивницкий Л. В.                 | Екатеринодарская                                              | 122 | Свидерский А. И.         | Уфимская                                                     |
| 47 | Ионов Н. И.                    | Новгородская                                                  | 123 | Серебряков Л. П.         | Костромская                                                  |
| 48 | Каменев Л. Б.                  |                                                               | 124 | Скалов С. И.             | Петроградская                                                |
| 49 | Каравайкова В. А.              | Иваново-Вознесенская                                          | 125 | Скворцов-Степанов И. И.  | Московская городская                                         |
| 50 | Кардашов Н. Н.                 | Воронежская                                                   | 126 | Слепов В. А.             | Кулебакская                                                  |
| 51 | Карнаухов                      | Петроградская                                                 | 127 | Смидович П. Г.           | Московская городская                                         |
| 52 | Каулин К. Я.                   | Видиенская (СДЛК)                                             | 128 | Смилга И. Т.             | Кронштадтская                                                |
| 53 | Козлов С. К.                   | Сормовская                                                    | 129 | Смирнов А. П.            | Московская окружная                                          |
| 54 | Коллонтай А. М.                | Петроградская                                                 | 130 | Сокольников Г. Я.        | Московская окружная                                          |
| 55 | Комлев А. П.                   | Казанская                                                     | 131 | Соловьёв                 | Петроградская                                                |
| 56 | Константинов (Михеев) М. М.    | Тверская                                                      | 132 | Соловьёв В. И.           | Московская окружная                                          |
| 57 | Копылов Н. В.                  | Екатеринославская                                             | 133 | Сольц А. А.              | Московская городская                                         |
| 58 | Косиор В. В.                   | Петроградская (2-й Городской район)                           | 134 | Сталин И. В.             | ЦК РСДРП(б)                                                  |
| 59 | Косиор С. В.                   | Петроградская (Нарвский район)                                | 135 | Стасова Е. Д.            | ЦК РСДРП(б)                                                  |
| 60 | Костеловская (Михайлова) М. М. | Московская городская                                          | 136 | Стуков И. Н.             | Московская                                                   |
| 61 | Костина А. П.                  | Петроградская                                                 | 137 | Стучка П. И.             | Петроградская                                                |
| 62 | Кочеров Е. С.*                 | Петроградская (2-й Городской район)                           | 138 | Сулимов С. Н.            | Военная организация при Петроградском комитете ЦК РСДРП(б)   |
| 63 | Криницкий А. И.                | Тверская                                                      | 139 | Сурик-Емельянов А. В.    | Харьковская                                                  |
| 64 | Крупская Н. К.                 |                                                               | 140 | Сысков Т. И.             | Камышловская                                                 |
| 65 | Куйбышев В. В.                 | Самарская                                                     | 141 | Теодорович И. А.         | Петроградская                                                |
| 66 | Кураев В. В.                   | Пензенская                                                    | 142 | Толмачёв Н. Г.           | Пермская                                                     |
| 67 | Лазуркин М. С.                 | Петроградская (1-й Городской район)                           | 143 | Томский М. П.            | Петроградская                                                |
| 68 | Лацис М. И.                    | Петроградская (Выборгский район)                              | 144 | Ульянцев Т. И.           | Кронштадтская                                                |
| 69 | Левит С. А.                    | Канавинская                                                   | 145 | Уншлихт И. С.            | Петроградская (группа СДКПиЛ)                                |
| 70 | Ленин В. И.                    | ЦК РСДРП(б)                                                   | 146 | Фёдоров Г. Ф.            | Петроградская                                                |
| 71 | Ленцман Я. Д.                  | Московская городская                                          | 147 | Харитонов М. М.          |                                                              |
| 72 | Лещинский (Ленский) Ю. М.      | Петроградская (группа СДКПиЛ)                                 | 148 | Ховрин Н. А.             | Гельсингфорсская                                             |
| 73 | Лосев В. Н.                    | Нижегородская                                                 | 149 | Цхакая М. Г.             |                                                              |
| 74 | Лутовинов Ю. Х.                |                                                               | 150 | Шляпников А. Г.          | ЦК РСДРП(б)                                                  |
| 75 | Любович А. М.                  | Кронштадтская                                                 | 151 | Шмидт В. В.              | Петроградская                                                |
| 76 | Ляхин Н. Е. (Муценек Я. Я.)    | Невьянская                                                    | 152 | Эйланд П. И.             | Организация латышских стрелков (12-я армия Северного фронта) |

## Источник
- Делегаты VII конференции и Петроградской общегородской конференции РСДРП(б) (1917) // Справочник по истории Коммунистической партии и Советского Союза 1898—1991
- Седьмая (апрельская) всероссийская конференция РСДРП (большевиков). Протоколы. Москва. 1958. с. 428.

## Комментарии
1. ↑  Скорее всего это не Пётр Алексеевич Алексеев, так как нет никаких указаний на его связи с Саратовым в этот период. "Саратовский" П. А. Алексеев упоминается ещё в нескольких источниках[2]
2. ↑  В источнике опечатка "Волков И. В"[3]. Но независимые источники доказывают, что на Апрельской конференции был именно И. Н. Волков[4]
3. ↑  Перед Первой мировой войной был членом Рижского комитета СДЛК. В 1914-1917 годах работал над созданием
нелегальных большевистских ячеек среди латышских стрелков. После Февраля 1917 года член Рижского комитета СДЛК и
Рижского Совета рабочих депутатов. Умер[как?] в 1918 году[1].
4. ↑  После Февраля 1917 года избран членом  Рижского комитета СДЛК и Рижского Совета рабочих депутатов.
В июле 1917 года вышел из партии[1].
5. ↑  Вероятно, это не Василий Васильевич Сахаров (1881-1942), так как в то время он никак не был связан с Москвой, а был депутатом Петроградского совета[7].